# Officium Triste
Officium Triste ist eine 1994 aus der Death-Metal-Band Reïncremated hervorgegangene niederländische Gothic-Metal- und Death-Doom-Band.

## Geschichte

### 1991–1997: Vorgeschichte, Frühphase und Debüt
Unzufrieden mit der kreativen Ausrichtung der 1991 von den Martin und Johan Kwakernaak gegründeten Death-Metal-Band Reïncremated entschieden beide die Band zu verlassen. Zu diesem Zeitpunkt bestand Reïncremated aus dem Schlagzeuger Martin Kwakernaak dem Gitarristen Johan Kwakernaak, dem Gitarristen Gerard de Jong, dem Sänger Pim Blankenstein und dem Bassisten Maarten van der Giessen. Im April 1994 teilten Martin und Johan Kwakernaak den weiteren Mitgliedern von Reïncremated ihre Entscheidung mit und begründeten diese mit einem kreativen Stillstand der Gruppe. In einem klärenden Gespräch unter den Musikern erläuterten sie eine andere, mehr an Katatonia, Celestial Season, Type O Negative, Paradise Lost, Anathema und My Dying Bride orientierte Musik spielen zu wollen. Nachdem sich die restlichen Mitglieder von Reïncremated von der Idee begeistert zeigten, beschloss die Band unter neuem Namen mit veränderten Stil neu zu beginnen.
Nach der Umbenennung produzierte die Gruppe noch 1994 ein Demoband sowie 1996 die EP Mountains of Depressiveness sowie eine Split-Demo-MC mit Kurb Saatus in Eigenregie. Indes schied van der Giessen aus der Gruppe und wurde durch Johan Mijnster ersetzt. Mit Ne Vivam erschien 1997 das Debütalbum über das kleine niederländische und auf Death Metal spezialisierte Independent-Label Teutonic Existence Records. Das Album wurde in den Excess Studio in Rotterdam aufgenommen. Die Kritiken des Albums fielen lobend bis mittelmäßig aus. Insbesondere wurde ein Mangel an Orientierung kritisiert. Blankenstein erläuterte Jahre nach der Veröffentlichung, dass das Album keinen sonderlichen Erfolg hatte, aber den Bandnamen dennoch bekannt gemacht hätte. Es folgten sporadische Auftritte, darunter ein Engagement als Vorgruppe für Anathema.

### 1998–2004: Trennung, Reunion und zunehmende Etablierung
Nach einer weiteren Split-Veröffentlichung in Eigenregie scheiterte die Gruppe 1999 an internen Konflikten. Blankenstein zur Folge stritt die Gruppe zu viel und sprach zugleich zu wenig miteinander, was zur Auflösung von Officium Triste führte. Blankenstein sowie Martin und Johan Kwakernaak gründeten im nahtlosen Anschluss das Projekt XI:LIX mit Johan Tonnon als zusätzlichen Gitarristen und Blankenstein als Sänger und Bassisten. Bald darauf trafen sich die Officium-Triste-Mitglieder zu einer gemeinsamen Rückschau. Aus dem Treffen wurde alsbald eine Reformation der Band, zu welcher Tonnon kurzfristig als dritter Gitarrist hinzustieß. Da dieser jedoch keine Rolle für sich in der Band sah, verließ er Officium Triste bereits 2000 erneut, ohne an Produktionen der Gruppe teilgenommen zu haben. Ebenso verließ Mijnster die Gruppe und wurde durch Lawrence Meyer ersetzt.
Nach der Veröffentlichung eines weiteren Demos schloss die Band einen Vertrag mit Displeased Records, um das nachfolgende Album in den Valvesound Studios aufzunehmen. Die Aufnahmen in dem neu eröffneten Studio im April 2001 führten durch Probleme mit der Studiotechnik, die der Besitzer des Studios noch nicht beherrschte, und den Alkoholkonsum der Band während des Mischens zu einer verminderten Klangqualität des Albums. The Pathway wurde im Oktober 2001 veröffentlicht. Die Kritiken zum Album fielen gespalten aus. Während manche das Album als kommenden Genre-Klassiker lobten, verurteilten andere The Pathway als klischeebeladenes Desaster.
In den beiden folgenden Jahren bestritt die Band diverse Auftritte und begann den Schreibprozess für das dritte Studioalbum Reason, welches im Februar und März 2004 im bandeigenen Studio El Pato aufgenommen und abgemischt wurde. Reason erschien bereits im Mai 2004 ebenso wie das Vorgängerwerk über Displeased Records. Blankenstein beschreibt das Album als Konzeptalbum. Reason befasse sich so mit der Frage danach Warum bestimmte Dinge im Leben geschehen. Das Album wurde überwiegend besprochen. Es enthalte mitunter einige Genre-Klassiker und gilt als eine der besten Veröffentlichungen und als ein Vorzeigewerk der Gruppe. Nur vereinzelt wurden Texte des Albums als klischeebeladen und pubertär beurteilt.

### 2005–2013: Popularitätsphase,Giving Yourself AwayundMors Viri
Nach weiteren Auftritten nahm die Band im Januar 2007 im Excess Studio in Rotterdam ihr viertes Album Giving Yourself Away auf. Nach Abschluss der Aufnahmen entschied sich Gründungsmitglied und Gitarrist Johan Kwakernaak die Band zu verlassen. Das Album wurde im Mai des gleichen Jahres über Displeased Records veröffentlicht. Indes übernahm Bram Bijlhout von Imbolc ab April 2007 die vakante Funktion des Gitarristen. Das Album wurde wenig rezipiert und erhielt gespaltene Kritiken. Dabei reichen die Beurteilungen von jener Giving Yourself Away sei langweiliger und uninspirierter Metal, über jene, dass die Band mit diesem Album zwar „noch nicht in der Champions League“ des Genres spiele, aber „in der heimischen Liga (…) ganz vorne mit dabei“ sei, bis hin zu jener es sei ein „wahres Doom-Meisterstück“. Noch im gleichen Jahr nahm die Band das Stück Crying Blood and Crimson Snow für das 2009 über Solitude Productions erschienene und der Band Thergothon gewidmete Tributalbum Rising of Yog-Sothoth: Tribute to Thergothon auf. Noch 2008 zog Martin Kwakernaak nach Deutschland und entschied sich dafür die Position des Schlagzeugers aufzugeben, um sich fortan auf die Funktion als Keyboarder zu konzentrieren. Als neuer Schlagzeuger trat Ronald Lagerwaard, welcher zuvor mit Bijlhout bei Imbolc gespielt hatte, Officium Triste bei. In dieser Besetzung veröffentlichte die Band die Kompilation Charcoal Hearts – 15 Years of Hurt mit Raritäten, alternativen Versionen bekannter Stücke, einem neuen Stück und einer Coverversion des Stückes Love Like Blood von Killing Joke. Die via Displeased Records veröffentlichte Kompilation wurde aufgrund der enthaltenen Raritäten in Rezensionen als begehrtes Sammlerstück gelobt. Noch im gleichen Jahr verließ Lagerwaard wegen Terminproblemen die Gruppe und an seiner statt übernahm Niels Jordaan von In Age and Sadness die Position des Schlagzeugers.
Die folgenden Jahre verbrachte die Band überwiegend damit, Auftritte zu absolvieren und das nachfolgende Album Mors Viri zu schreiben. Die räumliche Trennung und die beruflichen Verpflichtungen der Bandmitglieder führte dazu, dass das Album vornehmlich an Wochenenden in dem mit Martin Kwakernaak nach Bergweiler umgezogene El Pato Studio geschrieben, geprobt und aufgenommen wurde. Noch vor der Veröffentlichung von Mors Viri erschien 2012 die Split-EP Immersed mit der deutschen Death-Doom-Band Ophis beim spanischen Label Memento Mori. Das Album hingegen erschien im darauf folgenden Jahr über Hammerheart Records. Mors Viri erhielt gegenüber den vorausgegangenen Alben verstärkte Aufmerksamkeit und anders als frühere Veröffentlichungen nahezu durchgehend positive Kritiken, die es als „wirklich starkes Album (…) voll Spannung, Gänsehautmomenten und bittersüßer Stimmung“ sowie als „Steigerung zum bereits sehr gelungenen ‚Giving Yourself Away‘ und (über) die gesamte Spielzeit hinweg (…) spannend“ beschrieben. Weitere Rezensenten wie Andreas Stappert vom Magazin Rock Hard lobten die Musik als „enorm intensive Gänsehautsongs mit emotionaler Langzeitwirkung“ und hoben die Beständigkeit der Band im Genre gegenüber populäreren Genre-Interpreten wie Katatonia oder Anathema hervor.

### 2014–2020: Bandcamp-Aktivitäten, Ruhephase undThe Death of Gaia
Nach der Veröffentlichung von Mors Viri nahm die Aktivität der Band weiter ab. Officium Triste kaufte Displeased Records 2014 die Rechte an den über das Label veröffentlichten Aufnahmen ab, initiierte eine Bandcamp-Seite, um die zum Teil vergriffenen Alben digital zu vertreiben, und ließ 2016 in Kooperation mit Vic Records eine Wiederveröffentlichung des Albums Reason gestalten. Indes verließ der Gitarrist Bram Bijlhout 2014 die Gruppe und wurde durch William van Dijk von Whispering Gallery ersetzt. Im darauf folgenden Jahr schied Lawrence Meyer aus der Gruppe und wurde 2016 durch Theo Plaisier ersetzt. Neue Veröffentlichungen blieben indes aus.
Im Januar 2017 gab die Gruppe bekannt, zukünftig mit Transcending Obscurity Records zu kooperieren. Das Label veröffentlichte mit World in Flames ein Demo-Stück der Band auf einem Label-Sampler. Sowohl Officium Triste als auch Transcending Obscurity Records stellten das Stück kostenfrei zum Download zur Verfügung. Im gleichen Jahr erschien mit dem ebenfalls als Download vertriebenem Editors-Cover The Weight of the World eine neue Veröffentlichung der Gruppe. Das Stück wurde nachfolgend zum Bestandteil der 2018 über Australis Records veröffentlichten Split-EP Broken Memories mit der chilenischen Death-Doom-Band Lapsus Dei. The Death of Gaia erschien im Dezember 2019 und wurde als „eine späte Sternstunde“ sowie als „schöngeistige Auseinandersetzung mit dem Untergang Mutter Erdes“ gelobt und wurde in unterschiedlichen Jahresbestenlisten geführt.

## Stil
Die von Officium Triste gespielte Musik wird häufig dem Death Doom zugeordnet. Dabei überschreitet die Gruppe allerdings die „Grenzen des Death Doom“ hin zum Gothic Metal. So wird die Band in Rezensionen häufig mit frühen und das Genre prägenden Vertretern des Gothic Metals wie My Dying Bride, Paradise Lost, Katatonia und Anathema verglichen. Die Musiker bestätigen den Einfluss durch diese Gruppen und ergänzen die Aufzählung um weitere Vertreter wie Chorus of Ruin und Celestial Season. Andere Rezenstenen verorten die Gruppe vollständig im Gothic Metal. So bezeichnet Garry Sharpe-Young den von Officium Triste gespielten Stil als Gothic Doom.
Laut Markus Endres von metal.de stehen Officium Triste diesem Stil folgend seit ihrem Bestehen „für traurigen, epischen Death Doom Metal, wie er Anfang der Neunziger mal in Mode war“. Die Musik der Band sei derweil „geprägt von melancholischen Klangwelten, mit hinreißend schönen, starken Melodielinien von Gitarren und Keyboards, schleppenden Rhythmen, tiefen Growls und Klargesang.“ Dabei werden an anderer Stelle die Arrangements der Gruppe als stimmungsvoll und tragend hervorgehoben. Weiter hervorgehoben werden des Öfteren die Songstrukturen, welche als, im Vergleich zu anderen Genre-Interpreten, komplex gelten. Dabei scheue sich die Gruppe nicht ihre „technischen Fähigkeiten zu präsentieren.“ Die für das Genre untypische häufige Nutzung von Gitarrensoli sei indes kein Selbstzweck, sondern baue Melodien ein, welche die vermittelte Stimmung prägen würden.

## Diskografie
- 1994: Demo ’94 (Demo, Selbstverlag)
- 1996: Mountains of Depressiveness (EP, Weeping Willow Records)
- 1996: Promo ’96 (Split-Demo-MC mit Kurb Saatus, Selbstverlag)
- 1997: Ne Vivam (Album, Teutonic Existence Records)
- 1998: Officium Triste/Cold Mourning (Split-EP mit Cold Mourning, Weeping Willow Records)
- 1999: Roses on My Grave (EP, Selbstverlag)
- 2000: Promo ’00 (Demo, Selbstverlag)
- 2001: The Pathway (Album, Displeased Records)
- 2004: Reason (Album, Displeased Records)
- 2007: Giving Yourself Away (Album, Displeased Records)
- 2009: Charcoal Hearts - 15 Years of Hurt (Kompilation, Displeased Records)
- 2012: Immersed (Split-Ep mit Ophis, Memento Mori)
- 2013: Mors Viri (Album, Hammerheart Records)
- 2017: The Weight of the World (Bandcamp-Download-Single, Selbstverlag)
- 2018: Broken Memories (Split-EP mit Lapsus Dei, Australis Records)
- 2019: The Death of Gaia (Album, Transcending Obscurity Records)